# Verkiezingen voor het Europees Parlement 2007 in Bulgarije
Naar aanleiding van de toetreding van Bulgarije tot de Europese Unie op 1 januari 2007 werden in Bulgarije op 20 mei 2007 tussentijdse verkiezingen voor het Europees Parlement gehouden. Bulgarije werd sinds 1 januari 2007 in het Europees Parlement vertegenwoordigd door leden die de Nationale Vergadering had benoemd, onder wie een aantal voormalige observanten. De Bulgaarse bevolking mocht achttien leden kiezen, die ieder voor twee jaar in het Europees Parlement zetelden, tot de reguliere verkiezingen in juni 2009. De zetels werden uiteindelijk verdeeld onder Burgers voor Europese Ontwikkeling van Bulgarije (GERB), de Coalitie voor Bulgarije (KB), de Beweging voor Rechten en Vrijheden (DPS), de Ataka-partij en de Nationale Beweging voor Stabiliteit en Vooruitgang, toen nog de Nationale Beweging Simeon II (NDSV) genaamd. Deze partijen haalden samen 1.624.072 stemmen, 83,82% van het totaal aantal geldige stemmen. Er werden twaalf nieuwe leden gekozen en van zes leden werd de zittingstermijn verlengd.

## Resultaten
| Partij | Europese fractie | Stemmen | Procent | Zetels |
| --- | ---------------- | ------- | ------- | ------ |
| Burgers voor Europese Ontwikkeling van Bulgarije                                                                                                | EVP              | 420.001 | 21,68%  | 5      |
| Coalitie voor Bulgarije | PES              | 414.786 | 21,41%  | 5      |
| Beweging voor Rechten en Vrijheden | ELDR             | 392.650 | 20,26%  | 4      |
| Ataka | geen             | 275.237 | 14,20%  | 3      |
| Nationale Beweging Simeon II | ELDR             | 121.398 | 6,27%   | 1      |
| Unie van Democratische Krachten | EVP              | 91.871  | 4,74%   | geen   |
| Democraten voor een Sterk Bulgarije | EVP              | 84.350  | 4,35%   | geen   |
| Coalitie van Bulgaarse Sociaaldemocraten (bestaande uit de Partij van Bulgaarse Sociaaldemocraten en de Politieke Beweging "Sociaaldemocraten") | geen             | 37.645  | 1,94%   | geen   |
| Agrarische Volksunie | EVP              | 29.752  | 1,54%   | geen   |
| Communistische Partij van Bulgarije | geen             | 18.988  | 0,98%   | geen   |
| Unie van Vrije Democraten | geen             | 14.392  | 0,74%   | geen   |
| Groene Partij | EGP              | 9.976   | 0,51%   | geen   |
| Граждански съюз за нова България | geen             | 9.398   | 0,49%   | geen   |
| Recht, Orde en Rechtvaardigheid | geen             | 9.147   | 0,47%   | geen   |
| Mariya Serkedzhieva (onafhankelijk) | geen             | 5.323   | 0,27%   | geen   |
| Nikola Petkov Ivanov (onafhankelijk) | geen             | 2.782   | 0,14%   | geen   |

## Parlementsleden
De volgende kandidaten werden na deze verkiezingen lid van het Europees Parlement:
- Burgers voor Europese Ontwikkeling van Bulgarije: Dushana Zdravkova, Rumyana Zheleva, Nikolay Mladenov, Petya Stavreva en Vladimir Uruchev.
- Coalitie voor Bulgarije: Jevgeni Kirilov, Marusia Lubcheva, Atanas Paparizov, Kristian Vigenin en Iliana Jotova.
- Beweging voor Rechten en Vrijheden: Mariela Baeva, Filiz Hoesmenova, Metin Kazak en Vladko Panayotov.
- Ataka: Slavcho Binev, Desislav Chukolov en Dimitar Stoyanov.
- Nationale Beweging Simeon II: Biliana Raeva.